# Directors Guild of America Award de la meilleure réalisation pour un téléfilm ou une mini-série
Le Directors Guild of America Award de la meilleure réalisation pour un téléfilm ou une mini-série est une récompense remise depuis 1972 par la Directors Guild of America durant ses prix.
Les fictions télévisuelles étaient récompensés depuis 1954 mais en une catégorie unique jusqu'en 1971. Elle fut scindée pour récompenser séparément les téléfilms/mini-séries, les séries comiques (en), les séries dramatiques (en) et les émissions de divertissements. Ce qui suit les Primetime Emmy Awards, la catégorie équivalente fut créée en 1971.

## Palmarès
Le symbole « ♛ » indique le lauréat du Primetime Emmy Award de la meilleure réalisation pour une mini-série ou un téléfilm. Le créneau d'éligibilité est différent entre les cérémonies : l'année civile pour les DGA Awards, le milieu d'année pour les Emmy, les programmes peuvent être récompensés à des années différentes.

### Années 1970
- 1972 : Buzz Kulik – Brian's Song • Téléfilm ABC
  - Fielder Cook – The Price • Téléfilm NBC ♛
  - Delbert Mann – Jane Eyre • Téléfilm NBC
- 1973 : Lamont Johnson – That Certain Summer (en) • Téléfilm ABC
  - Paul Bogart – The House Without a Christmas Tree (en) • Téléfilm CBS
  - Tom Gries – La Corruption, l'Ordre et la Violence (The Glass House) • Téléfilm CBS ♛
- 1974 : Joseph Sargent – The Marcus-Nelson Murders • Téléfilm CBS de Kojak ♛
  - Robert Butler – The Blue Knight (en), épisode Two to Make Deadly • Série CBS
  - Anthony Harvey – La Ménagerie de verre (The Glass Menagerie) • Téléfilm ABC
- 1975 : John Korty – The Autobiography of Miss Jane Pittman • Téléfilm CBS ♛
  - Tom Gries – QB VII • Mini-série ABC
  - Lamont Johnson – Exécuté pour désertion (The Execution of Private Slovik) • Téléfilm NBC
- 1976 : Sam O'Steen – Queen of the Stardust Ballroom (en) • Téléfilm CBS
  - Lamont Johnson – Fear on Trial • Téléfilm CBS
  - Buzz Kulik – Babe • Téléfilm CBS

De 1977 à 1982, la catégorie inclut également les reportages d'actualités.
- 1977 : Daniel Petrie – Eleanor and Franklin (en) • Mini-série ABC ♛
  - Tom Gries – Helter Skelter • Téléfilm CBS
  - Dwight Hemion – America Salutes Richard Rodgers & The Sound of his Music • Spécial CBS
- 1978 : Daniel Petrie – Eleanor and Franklin: The White House Years (en) • Téléfilm ABC ♛
  - David Greene – Racines (Roots), épisode 1 • Mini-série ABC
  - Gary Nelson – Washington: Behind Closed Doors • Mini-série ABC
- 1979 : Marvin Chomsky – Holocauste (Holocaust) • Mini-série NBC
  - Glenn Jordan – Les Misérables • Téléfilm CBS
  - George Schaefer – First, You Cry • Téléfilm CBS

### Années 1980
- 1980 : Michael Mann – Comme un homme libre (The Jericho Mile) • Téléfilm ABC
  - Paul Aaron – Miracle en Alabama • Téléfilm NBC
  - David Greene – Mort au combat (Friendly Fire) • Téléfilm ABC ♛
  - Delbert Mann – À l'Ouest, rien de nouveau (All Quiet on the Western Front) • Téléfilm CBS
- 1981 : Jerry London – Shogun (Shōgun) • Mini-série NBC
  - Marvin Chomsky – Révolte dans la prison d'Attica (Attica) • Téléfilm ABC ♛
  - Robert Collins – Gideon's Trumpet • Téléfilm CBS
- 1982 : Herbert Wise – Skokie, le village de la colère (Skokie) • Téléfilm CBS
  - Emile Ardolino – Nureyev & the Joffrey Ballet in tribute to Nijinsky II • Spécial PBS
  - Anthony Harvey et Anthony Page – Acte d'amour (The Patricia Neal Story) • Téléfilm CBS
- 1983 : Marvin Chomsky – Inside the Third Reich • Téléfilm ABC ♛
  - Jack Hofsiss – The Elephant Man (en) • Téléfilm ABC
  - Delbert Mann – The Member of the Wedding • Téléfilm NBC
- 1984 : Edward Zwick – Special Bulletin (en) • Téléfilm NBC
  - Daryl Duke – Les oiseaux se cachent pour mourir (The Thorn Birds) • Mini-série ABC
  - John Erman – Who Will Love My Children? (en) • Téléfilm ABC ♛
- 1985 : Daniel Petrie – Les Poupées de l'espoir (The Dollmaker) • Téléfilm ABC
  - Robert Greenwald – Autopsie d'un crime (en) (The Burning Bed) • Téléfilm NBC
  - Randa Haines – Amelia (en) (Something About Amelia) • Téléfilm ABC
- 1986 : John Erman – Un printemps de glace (An Early Frost) • Téléfilm NBC
  - Jeffrey Bleckner – Do You Remember Love ? (en) • Téléfilm CBS
  - Lamont Johnson – Wallenberg: A Hero's Story (en) • Téléfilm NBC ♛
- 1987 : Lee Grant – Nobody's Child • Téléfilm CBS
  - Gregory Hoblit – La Loi de Los Angeles (L.A. Law), pilote Débuts difficiles • Série NBC
  - George Schaefer – Mrs. Delafield Wants to Marry (en) • Téléfilm CBS
- 1988 : Jud Taylor – Foxfire • Téléfilm CBS
  - Paul Bogart – Nutcracker: Money, Madness & Murder • Mini-série NBC
  - Marvin Chomsky – Billionaire Boys Club (en) • Téléfilm NBC
- 1989 : Lamont Johnson – Lincoln (en) • Mini-série NBC ♛
  - Dan Curtis – Les Orages de la guerre (War and Remembrance) • Mini-série ABC
  - Rod Holcomb – China Beach, pilote • Série ABC

### Années 1990
- 1990 : Dan Curtis – War and Remembrance • Mini-série ABC
  - Daniel Petrie – My Name Is Bill W. (en) • Téléfilm ABC
  - Simon Wincer – Lonesome Dove • Mini-série CBS ♛
- 1991 : Roger Young – Murder in Mississippi (en) • Téléfilm NBC
  - Gilbert Cates – Les vertiges de la gloire (Call Me Anna) • Téléfilm ABC
  - Peter Werner – Hiroshima: Out of the Ashes (en) • Téléfilm NBC
- 1992 : Stephen Gyllenhaal – Rage (en) (Paris Trout) • Téléfilm Showtime
  - Joshua Brand – Les Ailes du destin (I'll Fly Away), Le Procès • Série NBC
  - Brian Gibson – The Josephine Baker Story • Téléfilm HBO ♛
- 1993 : Ron Lagomarsino – Un drôle de shérif (Picket Fences), pilote Tragédie musicales • Série CBS
  - Frank Pierson – Citizen Cohn, le persécuteur (Citizen Cohn) • Téléfilm HBO
  - Joseph Sargent – Miss Rose White (en) • Téléfilm NBC ♛
- 1994 : Michael Ritchie – Complot meurtrier contre une pom-pom girl (The Positively True Adventures of the Alleged Texas Cheerleader-Murdering Mom) • Téléfilm HBO
  - Emile Ardolino – Gypsy • Téléfilm CBS
  - Robert Butler – Loïs et Clark : Les Nouvelles Aventures de Superman (Lois & Clark: The New Adventures of Superman), pilote • Série ABC
  - Ian Sander – Les Ailes du destin (I'll Fly Away), téléfilm spécial Les jours s'en vont, je demeure (Then and Now) • Série NBC
  - Roger Spottiswoode – Les Soldats de l'espérance (And the Band Played On) • Téléfilm HBO
- 1995 : Rod Holcomb – Urgences (ER), pilote • Série NBC
  - John Dahl – Last Seduction (The Last Seduction) • Film diffusé sur HBO
  - John Frankenheimer – Les Révoltés d'Attica (Against the Wall) • Téléfilm HBO ♛
  - Joseph Sargent – World War II: When Lions Roared • Mini-série NBC
  - Betty Thomas – My Breast • Téléfilm CBS
- 1996 : Mick Jackson – Le Silence des innocents (Indictment: The McMartin Trial) • Téléfilm HBO
  - Robert Markowitz – Pilotes de choix (The Tuskegee Airmen) • Téléfilm HBO
  - Daniel Petrie – Kissinger and Nixon • Téléfilm TNT
  - Frank Pierson – Truman • Téléfilm HBO
  - Peter Werner – Almost Golden: The Jessica Savitch Story • Téléfilm Lifetime
- 1997 : Betty Thomas – Changement de décors (en) (The Late Shift) • Téléfilm HBO
  - Uli Edel – Raspoutine (Rasputin) • Téléfilm HBO
  - John Frankenheimer – Andersonville • Téléfilm TNT ♛
  - Robert Harmon – Gotti • Téléfilm HBO
  - Anjelica Huston – Bastard out of Carolina (en) • Téléfilm Showtime
- 1998 : John Herzfeld – Don King: Only in America (en) • Téléfilm HBO
  - John Frankenheimer – George Wallace • Téléfilm TNT ♛
  - William Friedkin – Douze hommes en colère (12 Angry Men) • Téléfilm Showtime
  - Charles Haid – Buffalo Soldiers (en) • Téléfilm TNT
  - Joseph Sargent – Miss Evers' Boys • Téléfilm HBO
- 1999 : Michael Cristofer – Femme de rêve (Gia) • Téléfilm HBO
  - Allan Arkush – The Temptations (en) • Mini-série NBC ♛
  - Steve Barron – Merlin • Mini-série NBC
  - Rob Cohen – Les Rois de Las Vegas (The Rat Pack) • Téléfilm HBO
  - Jon Turteltaub – De la Terre à la Lune (From the Earth to the Moon), épisode L'union fait la force (That's All There Is?) • Mini-série HBO

### Années 2000
- 2000 : Mick Jackson – Morrie : Une leçon de vie (Tuesdays with Morrie) • Téléfilm ABC
  - Martyn Burke – Les Pirates de la Silicon Valley (Pirates of Silicon Valley) • Téléfilm TNT
  - Martha Coolidge – Dorothy Dandridge (Introducing Dorothy Dandridge) • Téléfilm HBO
  - Dan Petrie – Inherit the Wind (en) • Téléfilm Showtime
  - Joseph Sargent – Dites-leur que je suis un homme (en) (A Lesson Before Dying) • Téléfilm HBO
- 2001 : Jeffrey Bleckner – The Beach Boys: An American Family (en) • Mini-série ABC
  - Kirk Browning – Death of a Salesman (en) • Téléfilm Showtime
  - Martha Coolidge – Sex Revelations (If These Walls Could Talk 2), segment 1972 • Téléfilm à sketches HBO
  - Stephen Frears (mise en scène) et Marty Pasetta Jr. (réalisation télévision) – Point limite (Fail Safe) • Téléfilm CBS
  - Joseph Sargent – For Love or Country: The Arturo Sandoval Story • Téléfilm HBO
- 2002 : Frank Pierson – Conspiration (Conspiracy) • Téléfilm HBO
  - Robert Allan Ackerman – Judy Garland, la vie d'une étoile (Life with Judy Garland: Me and My Shadows) • Téléfilm ABC
  - Jon Avnet – 1943 l'ultime révolte (Uprising) • Téléfilm NBC
  - Billy Crystal – 61* • Téléfilm HBO
  - Mark Rydell – Il était une fois James Dean (James Dean) • Téléfilm TNT
- 2003 : Mick Jackson – En direct de Bagdad (Live from Baghdad) • Téléfilm HBO
  - Julie Dash – The Rosa Parks Story (en) • Téléfilm CBS
  - Howard Deutch – Gleason • Téléfilm CBS
  - John Frankenheimer – Sur le chemin de la guerre (Path to War) • Téléfilm HBO
  - Richard Loncraine – The Gathering Storm • Téléfilm HBO
- 2004 : Mike Nichols – Angels in America • Mini-série HBO ♛
  - Jane Anderson – Normal • Téléfilm HBO
  - Jeffrey Bleckner – The Music Man (en) • Téléfilm ABC
  - Rod Holcomb – Les hommes du Pentagone (en) (The Pentagon Papers) • Téléfilm FX
  - Richard Loncraine – My House in Umbria (en) • Téléfilm HBO
- 2005 : Joseph Sargent – La Création de Dieu (Something the Lord Made) • Téléfilm HBO
  - Robert Altman – Tanner on Tanner (en) • Mini-série Sundance Channel
  - Stephen Hopkins – Moi, Peter Sellers (The Life and Death of Peter Sellers) • Téléfilm HBO ♛
  - Lloyd Kramer – The Five People You Meet in Heaven • Téléfilm ABC
  - Christopher Reeve – Pour que la vie continue... (The Brooke Ellison Story) • Téléfilm A&E
- 2006 : Joseph Sargent – Warm Springs • Téléfilm HBO
  - George Wolfe – Lackawanna Blues • Téléfilm HBO
  - Darnell Martin – Une femme noire (en) • Téléfilm ABC
  - James Sadwith – Elvis : Une étoile est née (Elvis) • Mini-série CBS
  - Fred Schepisi – Empire Falls • Mini-série HBO
- 2007 : Walter Hill – Broken Trail • Mini-série AMC
  - Charles Dutton – Sleeper Cell (Sleeper Cell: American Terror) • Mini-série Showtime
  - Randa Haines – The Ron Clark Story • Téléfilm TNT
  - Peter Markle – Vol 93 (en) (Flight 93) • Téléfilm A&E
  - Edward Olmos – Walkout (en) • Téléfilm HBO
- 2008 : Yves Simoneau – Bury My Heart at Wounded Knee • Téléfilm HBO
  - Jonathan Avnet – Starter Wife (The Starter Wife) • Mini-série USA Network
  - Jeremiah Chechik – The Bronx Is Burning • Mini-série ESPN
  - Lloyd Kramer – Oprah Winfrey Presents: Mitch Albom's For One More Day (en) • Téléfilm ABC
  - Mikael Salomon – The Company • Mini-série TNT
- 2009 : Jay Roach – Recount • Téléfilm HBO ♛
  - Bob Balaban – Bernard et Doris (Bernard and Doris) • Téléfilm HBO
  - Tom Hooper – John Adams • Mini-série HBO
  - Kenny Leon (en) – A Raisin in the Sun • Téléfilm ABC
  - Mikael Salomon – La Menace Andromède (The Andromeda Strain) • Mini-série A&E

### Années 2010
- 2010 : Ross Katz – L'Honneur d'un Marine (Taking Chance) • Téléfilm HBO
  - Bob Balaban – Georgia O'Keeffe • Téléfilm Lifetime
  - Thomas Carter – Des mains en or (Gifted Hands: The Ben Carson Story) • Téléfilm TNT
  - John Kent Harrison – Irena Sendler (The Courageous Heart of Irena Sendler) • Téléfilm CBS
  - Michael Sucsy – Grey Gardens • Téléfilm HBO
- 2011 : Mick Jackson – Temple Grandin • Téléfilm HBO ♛
  - Barry Levinson – La Vérité sur Jack (You Don't Know Jack) • Téléfilm HBO
  - David Nutter – The Pacific, épisode Basilone • Mini-série HBO
  - Jeremy Podeswa – The Pacific, épisode Home • Mini-série HBO
  - Timothy Van Patten – The Pacific, épisode Okinawa • Mini-série HBO
- 2012 : Jon Cassar – Les Kennedy (The Kennedys) • Mini-série ReelzChannel
  - Jennifer Aniston, Patty Jenkins, Alicia Keys, Demi Moore et Penelope Spheeris – Un combat, cinq destins (Five) • Téléfilm à sketches Lifetime
  - Jeff Bleckner – Au-delà de l'espoir (Beyond the Blackboard) • Téléfilm CBS
  - Stephen Gyllenhaal – Le Combat de ma fille (Girl Fight) • Téléfilm Lifetime
  - Michael Stevens – Thurgood • Téléfilm HBO
- 2013 : Jay Roach – Game Change • Téléfilm HBO ♛
  - Greg Berlanti – Political Animals, pilote • Mini-série USA Network
  - Philip Kaufman – Hemingway & Gellhorn • Téléfilm HBO
  - Kevin Reynolds – Hatfields and McCoys • Mini-série History
  - Michael Rymer – American Horror Story: Asylum, épisode L'Ange noir (Dark Cousin) • Mini-série FX
- 2014 : Steven Soderbergh – Ma vie avec Liberace (Behind the Candelabra) • Téléfilm HBO ♛
  - Stephen Frears – Muhammad Ali's Greatest Fight • Téléfilm HBO
  - David Mamet – Phil Spector • Téléfilm HBO
  - Nelson McCormick – Killing Kennedy • Téléfilm National Geographic
  - Beth McCarthy-Miller (mise en scène) et Rob Ashford (en) (réalisation télévision) – The Sound of Music Live! (en) • Special NBC
- 2015 : Lisa Cholodenko – Olive Kitteridge • Mini-série HBO ♛
  - Uli Edel – Houdini, l'illusionniste (Houdini) • Mini-série History
  - Ryan Murphy – The Normal Heart • Téléfilm HBO
  - Rob Ashford (en) (mise en scène) et Glenn Weiss (réalisation télévision) – Peter Pan Live! (en) • Special NBC
  - Michael Wilson – The Trip to Bountiful • Téléfilm Lifetime
- 2016 : Dee Rees – Bessie • Téléfilm HBO
  - Angela Bassett – Whitney Houston : Destin brisé (Whitney) • Téléfilm Lifetime
  - Laurie Collyer – The Secret Life of Marilyn Monroe (en) • Mini-série Lifetime
  - Paul Haggis – Show Me a Hero • Mini-série HBO
  - Kenny Leon (en) (mise en scène) et Matthew Diamond (réalisation télévision) – The Wiz Live! (en) • Special NBC
- 2017 : Steven Zaillian – The Night Of, épisode The Beach • Mini-série HBO
  - Raymond De Felitta – Madoff • Mini-série ABC
  - Thomas Kail (mise en scène) et Alex Rudzinski (réalisation télévision) – Grease: Live! • Special Fox
  - Kenny Leon (en) (mise en scène) et Alex Rudzinski (réalisation télévision) – Hairspray Live! • Special NBC
  - Jay Roach – All the Way • Téléfilm HBO